# Decimate Christendom
Decimate Christendom è il settimo album in studio del gruppo musicale death metal Incantation, pubblicato nel 2004 dalla Listenable Records.

## Tracce
1. Decimate Christendom – 3:08
2. Dying Divinity – 2:59
3. Oath of Armageddon – 5:26
4. Blaspheme the Sacraments – 5:22
5. Merciless Tyranny – 3:30
6. Horns of Eradication – 5:21
7. Unholy Empowerment of Righteous Deprivation – 1:05
8. Thorns of Everlasting Persecution – 3:50
9. No Paradise Awaits – 4:52
10. Eternal Darkness Under Conquered Skies – 1:42
11. Feeble Existence – 6:38
12. Exiling Righteousness – 5:10

## Formazione
- John McEntee - chitarra, voce
- Joe Lombard - basso
- Kyle Severn - batteria (turnista)